# Georg Heym
Georg Heym (Hirschberg (Šleska), 30. listopada 1887. - Berlin, 16. siječnja 1912.), njemački književnik poznat po svojoj poeziji, jedan od predstavnika ranog ekspresionizma.
Sin vojnog odvjetnika. Djetinstvo je proveo u Hirschbergu, od 1910. boravi u Berlinu. Uz Stadlera i Trakla to je jedan od najznačajnijih liričara ranog ekspresionizma pod utjecajem Baudelairea, Verlainea, Rimbauda i Georgea. U njegovim djelima možemo prepoznati nadolazeće katastrofe ratnog i poslijeratnog razdoblja, nemislosrdnost velikih gradova, strašnu usamljenost ljudi, smrt te besmislenost općenitog postojanja. Na vrlo neobičan i nesretan način skončao je svoj život time što se utopio sa svojim prijateljem Ernstom Balcke na rijeci Havel dok su se išli po njoj klizati.